# Varjão
Varjão é um município brasileiro do interior do estado de Goiás.

## Geografia
Sua população estimada em 2004 era de 3 661 habitantes.

## História
Surgiu da divisão primitiva que se procedeu na região nos idos de 1925, ocasião em que se denominou o local de FAZENDA SALOBRO, a qual, devido sua extensão territorial, foi intitulada em “SALOBRO DE CIMA” e “SALOBRO DE BAIXO”. Na Fazenda SALOBRO DE CIMA, José Rodrigues Rosa, por iniciativa própria, escolheu, no quinhão em divisão, um local para fixar sua sede domiciliar, conhecido por Vargem Grande.
José Rodrigues Rosa viveu sozinho no local até 1930.
Em 1933, José Vieira da Silva, José Ferreira da Silva e Ana Elísia, conjuntamente, doaram uma área de terra à Igreja Católica para a formação de um patrimônio. Com o objetivo de infundir o progresso regional, iniciaram a construção das primeiras moradias. Em seguida, imitados por Miguel Marques de Souza, Adão Lúcio e Cirilo Rodrigues Rosa, fizeram surgir os primeiros estabelecimentos comerciais.
Com as epidemias assoladoras que se ramificaram pelas florestas, e com a falta de assistência da Campanha de Erradicação da Malária, as famílias foram convergindo para Vargem Grande já conhecida por Varjão, aumentando assim o povoado.